# بروتين الريبوسوم L12
بروتين الريبوسوم L12 (بالإنجليزية: Ribosomal Protein L12)‏ (RPL12) هوَ بروتين يُشَفر بواسطة جين RPL12 في الإنسان. الريبوسومات هي العضيات التي تحفز تخليق البروتين، تتكون من وحدة فرعية صغيرة 40S ووحدة فرعية كبيرة 60S. تتكون هذه الوحدات الفرعية معًا من 4 أنواع من رنا RNA وحوالي 80 بروتينًا مميزًا من الناحية الهيكلية. ويعد أحد مكونات الوحدة الكبرى 60S للريبوسوم والذي يلعب دورًا مهمًا في الترجمة في عملية الاصطناع الحيوي للبروتين (التي تشكل جزءا من عملية التعبير الجيني).

## الأهمية السريرية
وجد أن تعبير هذا الجين مرتفع في سرطانة الخلية الكبدية.

## تفاعلات
وجد أنه يتفاعل مع بروتين CDC5L.

## روابط خارجية
- بروتين الريبوسوم L12 في نظام فهرسة المواضيع الطبية (MeSH) للمكتبة الوطنية الأمريكية للطب.
- نظرة شاملة على جميع المعلومات الهيكلية المتاحة في بنك بيانات البروتينات (PDB) لـقاعدة البيانات يونيبروت (UniProt): P30050 (بروتين الريبوسوم L12) في بنك بيانات البروتين في أوروبا (PDBe-KB).